# Sporting Clube de Portugal 1992-1993
Questa voce raccoglie le informazioni riguardanti lo Sporting Clube de Portugal nelle competizioni ufficiali della stagione 1992-1993.

## Stagione
Nella stagione 1992-1993 lo Sporting concluse il campionato al terzo posto, a nove lunghezze del Porto campione. In Taça de Portugal i Leões persero in semifinale contro il Boavista, ai tempi supplementari con un gol dell'ex Marlon Brandão. In Europa il cammino della squadra di Lisbona si concluse al primo turno contro gli svizzeri del Grasshoppers.

## Rosa
| N. |                        | Ruolo | Calciatore       |
| -- | ---------------------- | ----- | ---------------- |
|    | Croazia (bandiera)     | P     | Tomislav Ivković |
|    | Portogallo (bandiera)  | P     | Sérgio Louro     |
|    | Portogallo (bandiera)  | D     | Marinho          |
|    | Portogallo (bandiera)  | D     | Paulo Torres     |
|    | Brasile (bandiera)     | D     | Luizinho         |
|    | Paesi Bassi (bandiera) | D     | Stan Valckx      |
|    | Portogallo (bandiera)  | D     | Fernando Nélson  |
|    | Portogallo (bandiera)  | D     | Pedro Barny      |
|    | Portogallo (bandiera)  | D     | Carlos Jorge     |

| N. |                       | Ruolo | Calciatore        |
| -- | --------------------- | ----- | ----------------- |
|    | Portogallo (bandiera) | C     | Capucho           |
|    | Bulgaria (bandiera)   | C     | Krasimir Balăkov  |
|    | Portogallo (bandiera) | C     | Luís Figo         |
|    | Portogallo (bandiera) | C     | Emílio Peixe      |
|    | Ucraina (bandiera)    | C     | Serhij Ščerbakov  |
|    | Bulgaria (bandiera)   | C     | Ivajlo Jordanov   |
|    | Polonia (bandiera)    | A     | Andrzej Juskowiak |
|    | Portogallo (bandiera) | A     | Jorge Cadete      |
|    | Portogallo (bandiera) | A     | Jorge Amaral      |

## Risultati

### Taça de Portugal
| Barreiro 29 novembre 1992 Quarto turno          | Barreirense | 0 – 1 referto | Sporting Lisbona | Estádio Dom Manuel de Mello |
| \| \| \| \| \| \| Marcatori \| 88’ J. Cadete \| |             |               |                  |                             |
|                                                 |             |               |                  |                             |
|                                                 | Marcatori   | 88’ J. Cadete |                  |                             |

| Lisbona 27 dicembre 1992 Quinto turno                             | Sporting Lisbona | 2 – 0 referto | Académica | Estádio José Alvalade |
| \| \| \| \| \| Balăkov 30’ (rig.) Jordanov 41’ \| Marcatori \| \| |                  |               |           |                       |
|                                                                   |                  |               |           |                       |
| Balăkov 30’ (rig.) Jordanov 41’                                   | Marcatori        |               |           |                       |

| Lisbona 16 gennaio 1993 Ottavi di finale                                    | Sporting Lisbona | 3 – 2 referto | Fátima | Estádio José Alvalade |
| \| \| \| \| \| Balăkov 6’ J. Cadete 7’, 36’ \| Marcatori \| 3’ Palecas ? \| |                  |               |        |                       |
|                                                                             |                  |               |        |                       |
| Balăkov 6’ J. Cadete 7’, 36’                                                | Marcatori        | 3’ Palecas ?  |        |                       |

| Lisbona 3 febbraio 1993 Quarti di finale                                | Alverca   | 0 – 3 referto                         | Sporting Lisbona | Estádio José Alvalade |
| \| \| \| \| \| \| Marcatori \| 21’ J. Cadete 45’ (rig.), 79’ Balăkov \| |           |                                       |                  |                       |
|                                                                         |           |                                       |                  |                       |
|                                                                         | Marcatori | 21’ J. Cadete 45’ (rig.), 79’ Balăkov |                  |                       |

| Arbitro: | Pratas |

|  |           |              |
|  | Marcatori | 100’ Brandão |

### Coppa UEFA
| Arbitro: | Leduc |

|                   |           |                           |
| Sutter 36’ (rig.) | Marcatori | 44’ Balăkov 83’ Juskowiak |

| Arbitro: | Krug |

|               |           |                            |
| J. Cadete 85’ | Marcatori | 31’, 110’ Élber 84’ Magnin |

## Statistiche

### Statistiche di squadra
| Competizione     | Punti | Totale | Totale | Totale | Totale | Totale | Totale | DR  |
| Competizione     | Punti | G      | V      | N      | P      | Gf     | Gs     | DR  |
| ---------------- | ----- | ------ | ------ | ------ | ------ | ------ | ------ | --- |
| Primeira Divisão | 45    | 34     | 17     | 11     | 6      | 59     | 30     | +29 |
| Taça de Portugal | -     | 5      | 4      | 0      | 1      | 9      | 3      | +6  |
| Coppa UEFA       | -     | 2      | 1      | 0      | 1      | 3      | 4      | -1  |
| Totale           | 45    | 41     | 22     | 11     | 8      | 71     | 37     | +34 |